# Drame de la Butte d'Heugnes
Sur la route départementale 11, au lieu-dit la butte Monbelle est érigée une stèle à la mémoire des 5 victimes du 28 août 1944. Ce jour-là, vers 17 h, le camion qui transportait les artificiers après leur intervention pour sécuriser la commune d'Écueillé, a été pris pour cible par une colonne allemande en retraite. Cinq des six personnes à bord ont été tuées.

## Histoire
À la suite des combats dans la commune d’Écueillé qui se sont déroulés dans la nuit du 25 au 26 août 1944, et qui firent 11 morts dont 7 civils, Léon Bodin (maire de la commune de l'époque) demanda à la préfecture de l’Indre de faire intervenir des artificiers pour sécuriser la ville. De nombreuses munitions encombraient la place de la mairie.
Le 28 août, une équipe d'artificiers du Centre du Génie de Châteauroux venait procéder au déminage et à l'enlèvement des obus. La place de la Mairie restant un danger constant pour les habitants. Vers les 16 h, l'adjudant d'artillerie Léopold Linares, chef d'équipe, accompagné de MM. Onésime Adam et Roland Lamirault rend compte au maire.
Toutes les mines et obus non explosés avaient été entassés sur le terrain communal de la Haute-Roche.

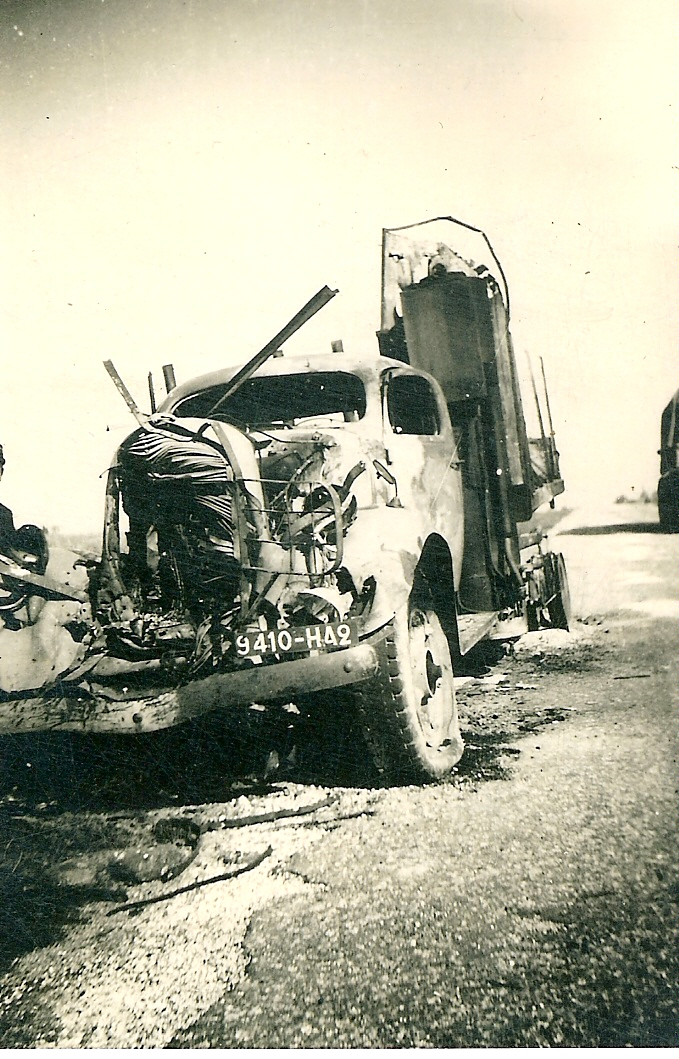
Le camion des artificiers après l’attaque du 28 août.

Ce jour là, le danger le plus important était en embuscade sur la route du retour. Alors que le chemin le plus direct était celui qui passait par Levroux, le camion qui transportait les trois artificiers fit un détour par la ferme de Fontenay où se trouvait le PC Carol de la résistance.
Trois hommes y montent pour se rendre à Pellevoisin : Paul Baron (1923-1944), Albert Laurent (1921-1944) lieutenant FFI, et le lieutenant Louis de Montfort de la 27e division alpine.
Peu avant la Butte Monbelle, une Citroën Rosalie, avec trois hommes à bord qui venait de quitter Fontenay dépasse le camion. Les occupants de chaque véhicule se font un signe de sympathie. Au volant, le colonel Ghislain (pseudo Gustave), à ses côtés un nommé Duperray ; Gabriel Darrault est assis à l’arrière. Le véhicule se rendait à l’hôtel Notre-Dame de Pellevoisin, comme les trois autres personnes qui étaient montées dans le camion. Celui-ci avait servi d’appoint pour transporter les hommes depuis Fontenay.
Le dépassement est à peine terminé quand le premier tir d’obus frappe le camion. La Citroën stoppe, les trois occupants descendent ; le Colonel Ghislain, appuyé sur la voiture tire en direction du canon de 37, avec une carabine américaine. Le combat est inégal et ils ne peuvent que constater leur impuissance. Ils se cachent et réussiront à s’enfuir. Peut-être grâce à la présence d’un avion anglais qui a repéré la scène.
Une colonne allemande en retraite, qui avait essuyé le feu de l'aviation anglaise aux environs de Palluau-sur-Indre, s'était repliée en direction de Villegouin et Pellevoisin. Cette colonne avait été signalée le matin même à Écueillé, pendant la messe des soldats. À la vue du camion, les Allemands avaient ouvert le feu et incendiaient le véhicule.
Miraculeusement, le lieutenant Louis de Montfort (Chasseur «Monnier» dans la résistance), qui avait pris place en cours de route dans le camion, avec Paul Baron et Albert Laurent, échappait à la mort.
Le lieutenant Louis de Montfort de la 27e Division d'Infanterie Alpine — dont le vrai nom est Louis Bonaparte, prince Napoléon — est dès lors cité, pour actes de courage, à l'ordre de l'armée et fait chevalier de la Légion d'honneur et reçoit en outre la croix de guerre.
Les artilleurs allemands abattaient deux chevaux attelés à la charrue de M. DEPOND  charretier de M. VILLEMONT, métayer à la Butte. Lucien DEPOND assurait son salut, en se cachant dans le sillon de charrue qu'il creusait. Il était sauf!  Occupant le domaine, l'ennemi prenait tout le personnel comme otage. On conçoit la frayeur qui règne à cet instant. Le convoi allemand reprenait ensuite, sans autre incident, la route de Pellevoisin, qu'il traversait vers 17 h.
Le 29 août, dans l'après-midi, les corps affreusement mutilés des cinq malheureuses victimes de la Butte étaient transportés en camionnette par les FFI, dans un baraquement, place de la Nouvelle-Église à Écueillé. L'identité de ces hommes fut établie à l'aide des objets et papiers divers retrouvés dans les vêtements. Le cadavre de Roland Lamirault, totalement calciné, fut reconnu, en raison de sa petite taille et des vestiges du tablier de cuir qu’il portait au cours de sa mission.
Pendant deux ans, une simple croix de Lorraine en bois, en bordure du fossé, rappela le lieu du martyre.
Le 11 novembre 1946, une stèle élevée par souscription publique, avec participation notamment des municipalités d'Heugnes et d'Écueillé, était inaugurée en présence d'une assistance nombreuse et recueillie.

## Témoignage
Témoignage du lieutenant Louis de Montfort à Léon Bodin :
« 
J'entends un claquement sec, semblable à un coup de fouet. Et aussitôt après une fusillade terrible éclate, accompagnée par le tir rapide d'un canon de 37. Le camion, criblé de toutes parts, s'arrête.
Je crie : Tout le monde dans le fossé et, d'un bond, je saute dans le fossé droit de la route.
Trois hommes seulement m'y rejoignent. Un feu d'enfer passe au-dessus de nos têtes. Je vois les balles traçantes des fusils mitrailleurs. En face de nous, sur la route, à 400 m ou 500 m, je distingue le barrage boche bien camouflé dans une haie et le long des talus de la route.

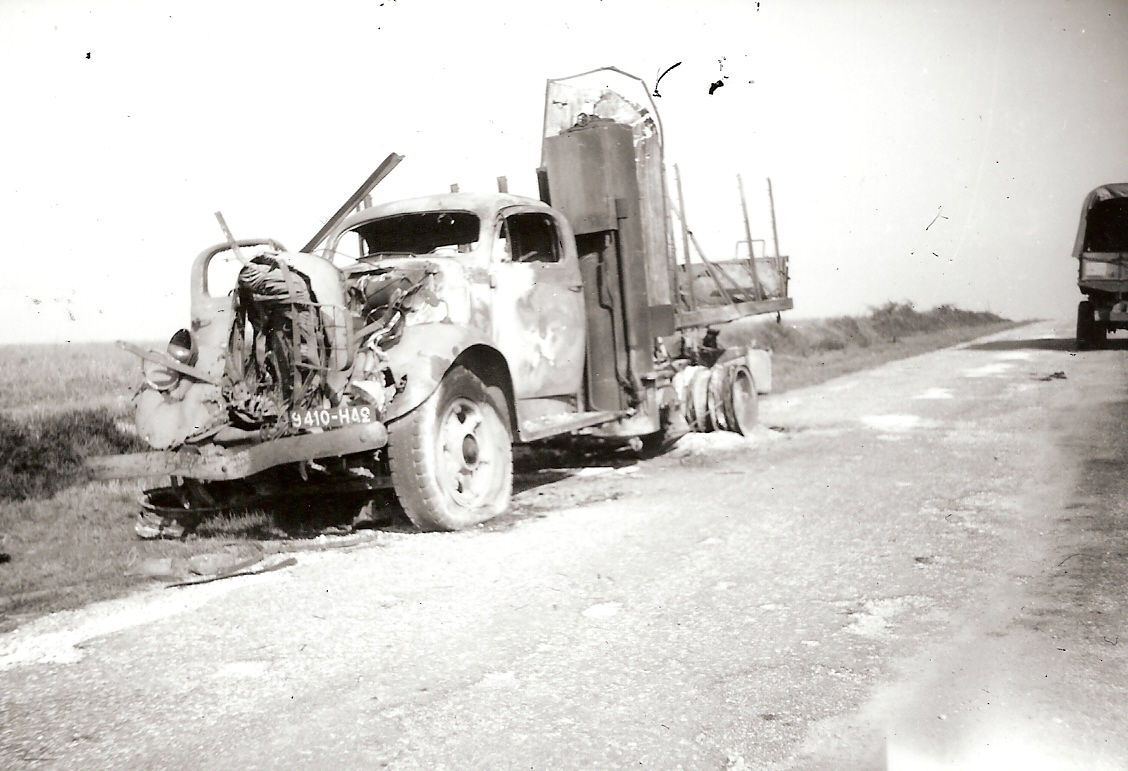
Le camion des artificiers après l’attaque du 28 août.

Un obus vient frapper de plein fouet le radiateur, qui se déchire. Le camion prend feu à 3 m de nous. La situation est grave. Nous n'avons pas d'armes pour riposter. Nous allons être cloués sur place ou fusillés s'il y a des rescapés. Je me soulève un peu pour étudier le terrain et voir ce qui peut être tenté. Il faut quitter le fossé le plus rapidement possible. Il ne saurait être question de traverser la route à gauche, prise en enfilade par les tirs. À droite, un champ et, au loin, un bois à 600 m ou 700 m, qui seraient à parcourir en terrain découvert. Ma décision est prise : il faut gagner ce bois, même sous le feu des Allemands. Je crie aux camarades étendus dans le fossé : En direction du bois - à droite, suivez-moi. Je n'ai pas de réponse. Je renouvelle mon appel ; rien.
Sont-ils déjà blessés ou tués ? Je ne puis pas l'affirmer (on m'a dit plus tard qu'ils avaient été achevés par les Allemands). D'un bond, je saute hors du fossé et je fonce en direction du bois. Quand les balles sifflent trop près, je plonge dans les chaumes et en rampant, je gagne du terrain. A 300 m du bois, le feu s'intensifie ; la terre se soulève par endroits et fume. Je ne sais pas encore si j'arriverai aux arbres.
Je cours, plié en deux. 100 m, 50 m encore ; voilà bientôt le bois et l'abri. Les balles claquent contre les troncs des arbres. Je me retourne. J'inspecte aussitôt la plaine. Sur la route, le camion brûle. De hautes flammes s'élèvent et beaucoup de fumée. Aucun signe de vie aux environs. Les Allemands tirent toujours. Essoufflé, je peux à peine marcher et remarque seulement que je viens de recevoir un éclat d'obus dans la jambe gauche. Ma chemise est déchirée par de nombreux éclats qui ne m'ont que légèrement atteint et brûlé l'épaule ; le tout a duré cinq minutes au plus.
Je rentre au PC de Fontenay renseigner le commandant sur la position exacte du barrage allemand qui devait protéger les convois passant sur une route de rocade. Mais déjà le PC alerté s'est transporté dans les bois de Fontenay. C'est là que je reçois les soins du médecin-major. On me transporte à la ferme d'Ognais, où je resterai huit jours avant d'être transporté à l'hôpital de Châteauroux. Je désire rappeler le dévouement de la famille Bionnier qui, malgré tous les risques, n'a pas hésité à me recueillir.
 »

## Victimes
Les 5 victimes de cette tragédie :

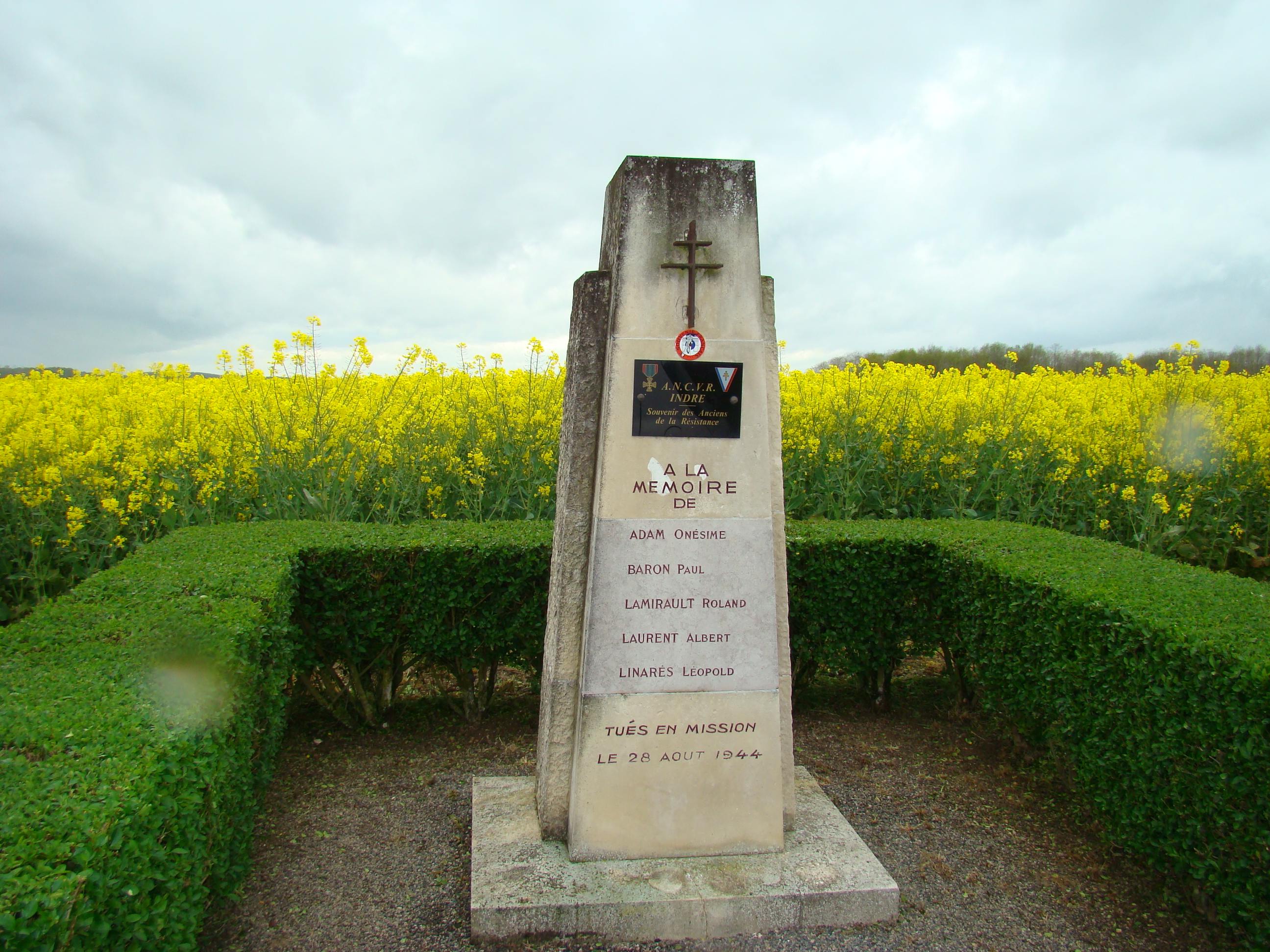
La stèle des victimes du 28 août 1944.

- Léopold Linares (1905-1944), rue du Colombier, à Châteauroux, exhumé et transporté à Déols, le 18 septembre 1944, à 19 h. Il sera ré-exhumé le 28 août 1954, pour être transporté au caveau familial de Calès en Dordogne ;
- Paul Baron (1923-1944), Le Grand-Pin, La Gauffonne, Mazargues, inhumé au cimetière d'Écueillé, exhumé en 1949, il repose au cimetière Saint-Pierre de Marseille ;
- Onésime Adam (1909-1944), de Déols, exhumé et transporté à Déols, le 18 septembre 1944 ;
- Roland Lamirault (1902-1944), originaire de La Chapelle-du-Noyer, en Eure-et-Loir. Il travaillait à l’origine à l’ERGM de Châteaudun, il fut muté à Châteauroux, en 1940. Il est enterré au cimetière de La Chapelle-du-Noyer, depuis le 16 juin 1945 ;
- Albert Laurent (1921-1944), ancien élève de Saint-Cyr, lieutenant FFI, exhumé et transporté à Issoudun, le 18 septembre 1944.